# Harriet Babcock
Harriet Babcock (ur. 1877 – zm. 12 grudnia 1952) – amerykańska psycholożka, na Uniwersytecie Nowojorskim prowadziła badania w zakresie metod mierzenia inteligencji.

## Edukacja
- Uniwersytet Columbia PhD (1930)[1].

## Praca zawodowa
- 1923 – 1925, Manhattan State Hospital, psycholog;
- 1926 – 1928, Bellevue Hospital, główna psycholog (ang. chief psychologist);
- 1931 – 1952, Uniwersytet Nowojorski, wydział psychologii, badania w zakresie psychologii rozwoju osobowego[1].